# Hulp- en Voorzorgskas voor Zeevarenden
De Hulp- en Voorzorgskas voor Zeevarenden (HVKZ) is een Belgische federale openbare instelling van sociale zekerheid. Ze werd opgericht bij de wet van 21 juli 1844, de oudste socialezekerheidswet uit de Belgische geschiedenis.
De instelling staat onder meer in voor de verplichte ziekte- en invaliditeitsverzekering voor de zeelieden die onder het Belgische stelsel van de zeevarenden vallen.
Sinds 1 juli 2009 (met de programmawet van 17 juni 2009) is de "Pool van de Zeelieden ter Koopvaardij", opgericht bij de wet van 25 februari 1964, geïntegreerd in deze instelling.